# Орден искусств и литературы
Орден Иску́сств и литерату́ры (фр. L'Ordre des Arts et des Lettres) — ведомственная награда Франции, находящаяся в ведении Министерства культуры Франции. Нередко используется другой вариант перевода названия награды: орден Иску́сств и (изя́щной) слове́сности.

## История
Орден Искусств и литературы — одна из четырёх ведомственных наград (орден Академических пальм, орден Сельскохозяйственных заслуг и орден Морских заслуг), сохранённых при орденской реформе 1963 года, упразднившей многочисленные ведомственные ордена заслуг в пользу одного новоучреждённого Национального ордена Заслуг.
Орден был учреждён декретом № 57-549 от 2 мая 1957 года с целью вознаграждения «лиц, отличившихся своими достижениями в художественной или литературной области или вкладом, который они внесли в распространение искусства и литературы во Франции и в мире». Решение о награждении принимает Министр культуры и коммуникаций Франции при содействии Совета ордена. Совет состоит из 8 членов «по праву» (министр и начальники управлений и учреждений Министерства культуры и связи) и 8 членов, назначаемых на 3 года Министром (1 член Совета ордена Почётного легиона и 7 заслуженных деятелей культуры и коммуникаций).
В статут ордена несколько раз вносились изменения, в основном относительно состава Совета ордена и размеров ежегодных квот на число награждений. Последнее изменение последовало 5 июня 2018 года (декрет № 2018-453).

## Степени ордена
Орден Искусств и литературы состоит из трёх степеней:
 Командор (фр. Commandeur) — знак на ленте, носимый на шее; высшая степень ордена;
 Офицер (фр. Officier) — знак на ленте с розеткой, носимый на левой стороне груди;
 Кавалер (фр. Chevalier) — знак на ленте, носимый на левой стороне груди.

## Условия награждения
Награждения орденом производятся последовательно, от младшей степени к старшей.
Удостоены кавалерской степени ордена могут быть лица в возрасте не моложе 30 лет, пользующиеся гражданскими правами и имеющие значительные заслуги в области искусств и литературы. Награждение офицерской степенью возможно не ранее, как через 5 лет после награждения кавалерской степенью, а командорской степенью — не ранее, как через 5 лет после награждения офицерской степенью ордена. При награждении старшей степенью ордена заслуги, уже отмеченные младшей степенью, не могут быть учитываемы.
При исключительных заслугах кандидата к награждению возраст и межнаградной срок могут быть проигнорированы.
Офицеры и командоры ордена Почётного легиона могут представляться сразу к аналогичной степени ордена Искусств и литературы. Министр культуры и коммуникаций и члены Совета ордена при вступлении в должность получают командорскую степень ордена «по праву».
Награждения производятся 2 раза в год — 1 января и 14 июля. Кандидатские списки составляются в префектурах по месту жительства кандидатов, после чего передаются в Министерство культуры и коммуникаций и после обсуждения в Совете ордена утверждаются Министром.
Престиж ордена всегда поддерживался высокими критериями отбора кандидатов и ограниченным числом награждений. Изначально было установлено награждать в год не более 40 человек в степень командора, 100 — в степень офицера и 200 — в степень кавалера. В последующем эти цифры несколько раз пересматривались, как в сторону уменьшения, так и в сторону увеличения. Ныне действующее число возможных награждений установлено декретом № 97-468 от 5 мая 1997 года: 50 — в степень командора, 140 — в степень офицера и 450 — в степень кавалера.
Иностранцы, постоянно проживающие во Франции, могут быть награждены орденом на тех же условиях, что и французские граждане. К гражданам других государств, не проживающим на территории Франции, условия возраста и межнаградного срока могут не применяться. Награждения иностранцев не учитываются в ежегодных ограничениях числа награждённых. Для награждения иностранцев назначается отдельный день.
Депутаты представительских органов власти (парламентских собраний) во время действия их мандатов не могут награждаться орденом Искусств и литературы.
В 2015 году (декрет № 2015-263) последовало разрешение награждать орденом лиц, убитых или раненых на службе; такие награждения не учитываются в ежегодных квотах.

## Знаки ордена
Знак ордена представляет собой восьмиконечный крест с раздвоенно-вогнутыми лучами и с шариками на концах. Крест оформлен узором-арабеской и покрыт зелёной эмалью. В центре креста — покрытый белой эмалью медальон. С лицевой стороны медальона расположена монограмма из букв «A» и «L» (Arts — Lettres). По металлическому ободку медальона выпуклая надпись: «RÉPUBLIQUE FRANÇAISE» (Французская Республика). На оборотной стороне медальона изображение головы Марианны, символизирующей собой Францию, и надпись по ободку: «ORDRE DES ARTS ET DES LETTRES» (орден Искусств и литературы).
Знак через подвес подвешивается к кольцу, через которое продевается орденская лента. Подвес кавалеров и офицеров в виде стилизованного изображения плоского узла, у командоров — в виде овального венка.
Размер знака кавалеров и офицеров — 40 мм в диаметре, командоров — 55 мм.
Знаки кавалеров — серебряные, офицеров — позолоченные, и командоров — золотые.
Лента ордена зелёная, шириной 37 мм, с четырьмя вертикальными белыми полосками шириной 2,4 мм на расстоянии 5,5 мм друг от друга и от краёв. На ленте офицера крепится розетка, диаметром 27 мм, из такой же ленты.
Для повседневного ношения на гражданской одежде предусмотрены розетки из ленты ордена, а для ношения на мундирах — орденские планки.